# Separační zeď (Kroměříž)
Separační zeď dělící židovské město od města křesťanského, byla postavena v Kroměříži na konci 17. století a několikrát upravována. Je zapsaná v souhrnu Městského opevnění jako nemovitá Kulturní památka České republiky pod číslem 17895/7-6009.

## Historie

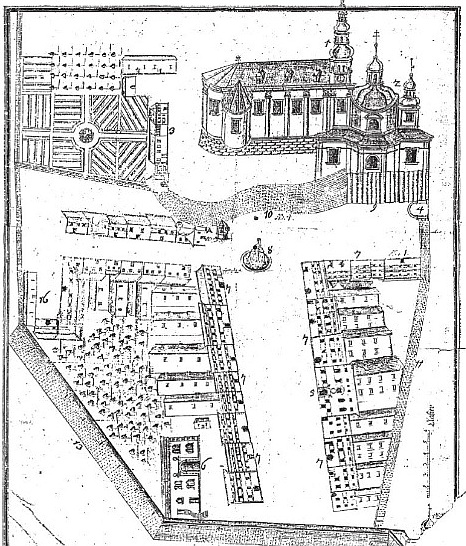
Plán separace židovského osídlení v Kroměříži z roku 1727

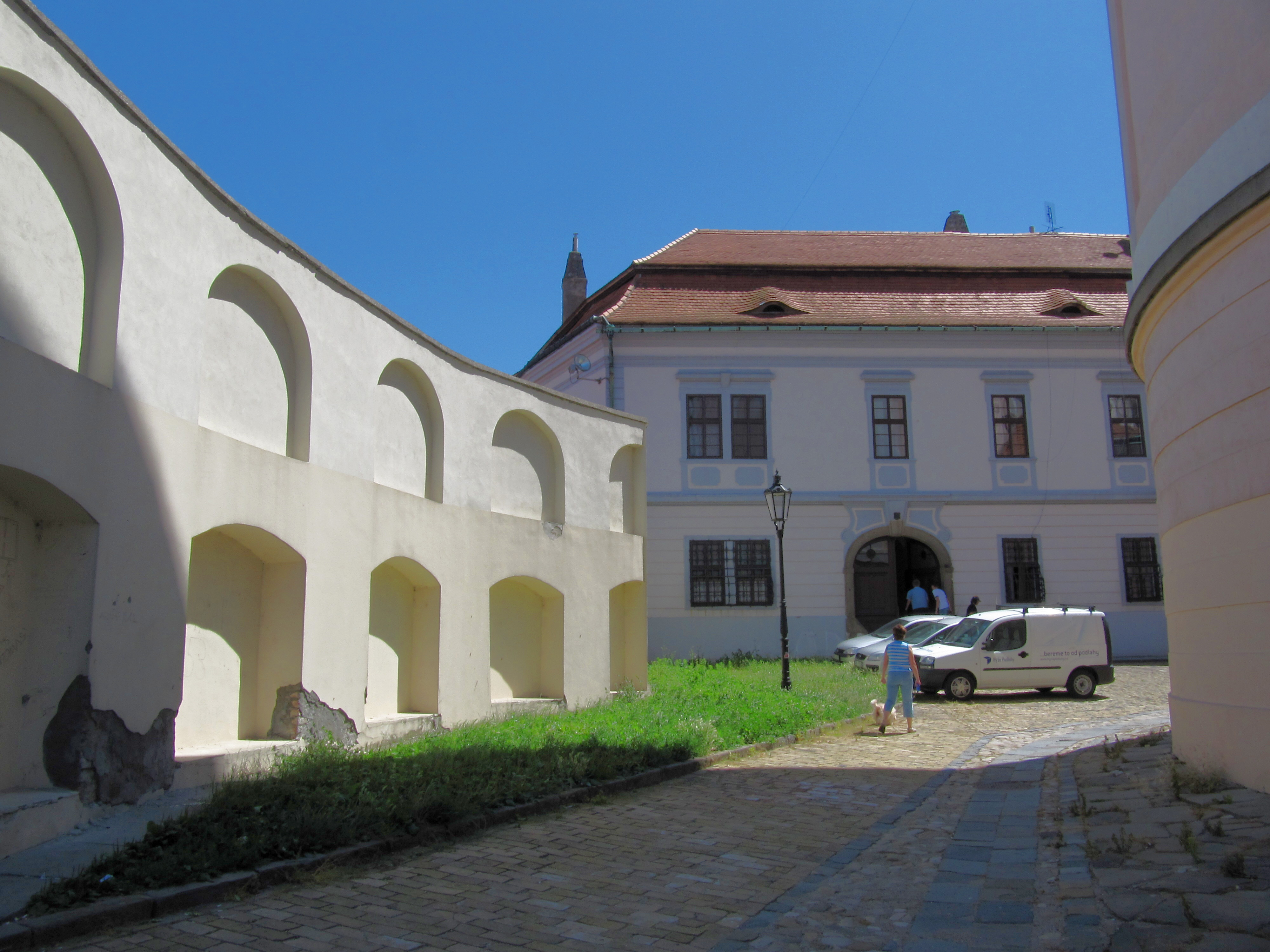
Separační zeď s emeritním domem s kaplí v pozadí, vpravo zeď kostela

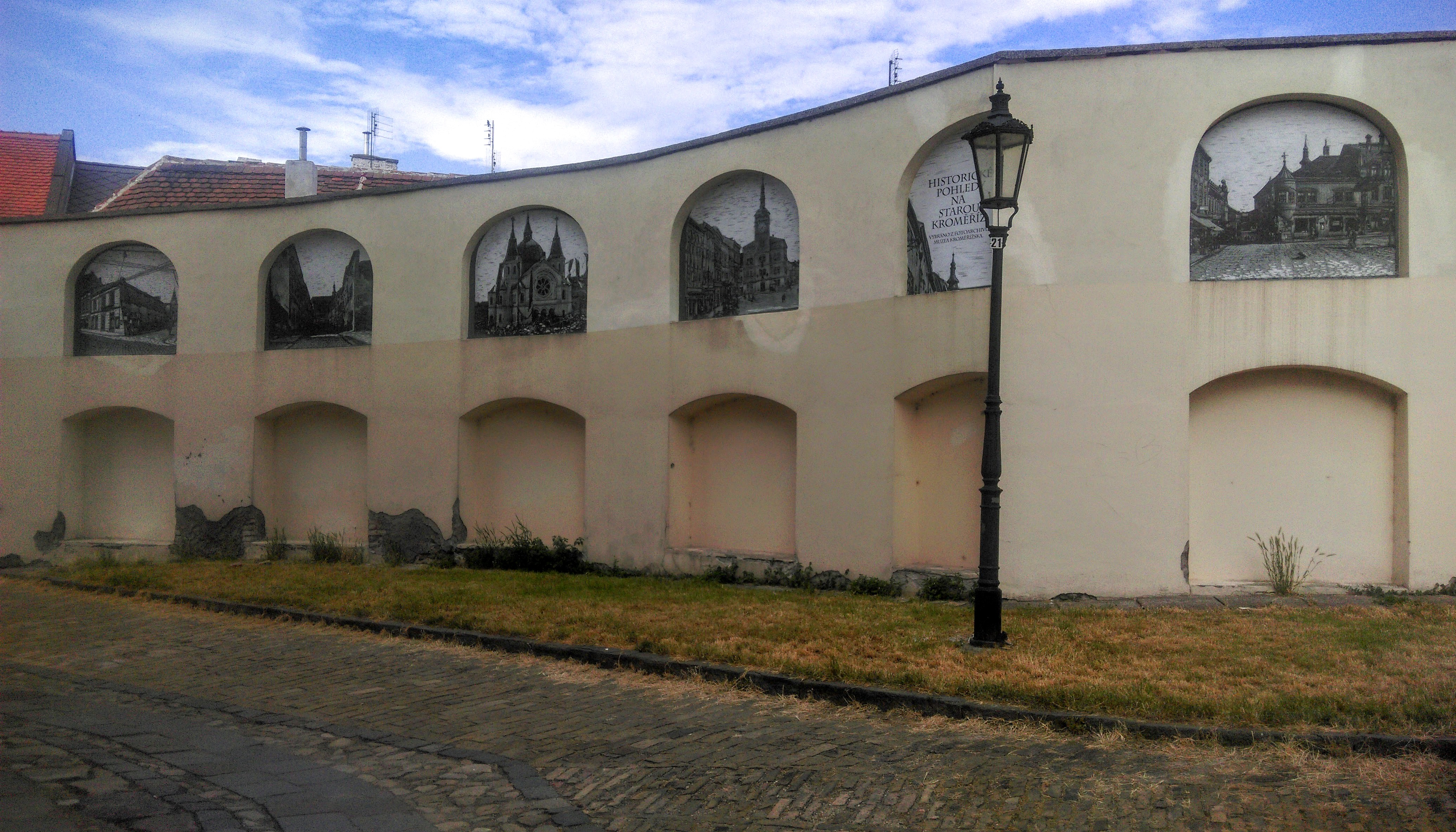
Separační zeď s linoryty

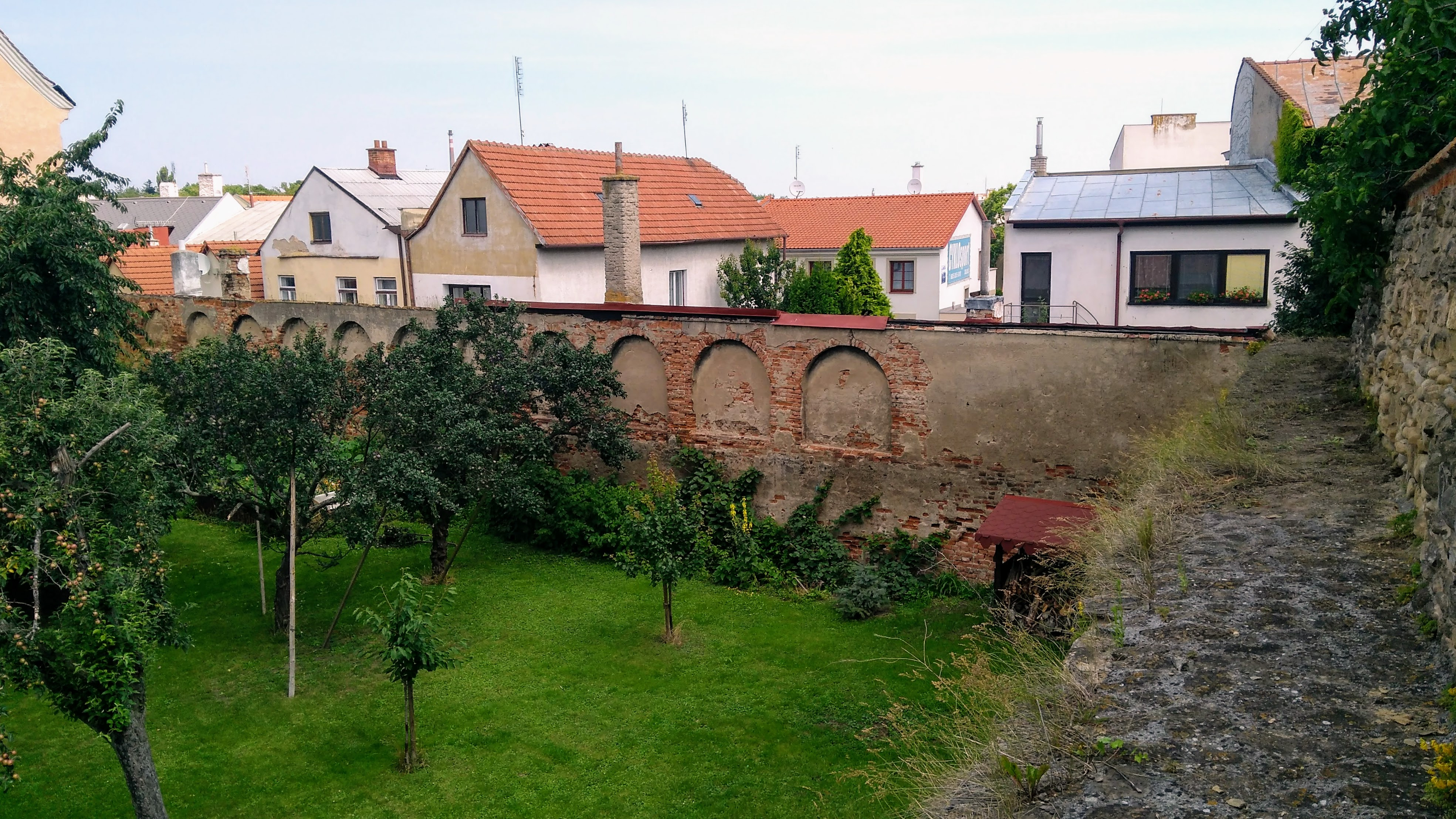
Část separační zdi ve farní zahradě za emeritními domy

Separační zeď byla postavena v roce 1680 za biskupa Karla II. z Lichtenštejna-Kastelkornu z jeho popudu a na jeho vlastní náklady. Podnětem k výstavbě zdi byl především neutuchající proud žalob křesťanských a židovských majitelů zahrad a dvorků, které často zasahovaly na pozemek křesťanského, či naopak židovského souseda. Za křesťanskou stranu se nám dochovala jména zainteresovaných měšťanů, kteří se se svými židovskými sousedy přeli o pozemky. Byli jimi například měšťané malíř Jiří Černoch (dům č. 93), Mikuláš Toman (č. 92), Jan Červinka (č. 91) nebo kovář Jan Joneš (č. 90). Původně byly zadní trakty křesťanských a židovských pozemků odděleny pouze plotem buď z latěk, nebo planěk. Délka zdi byla značná, protože sahala od hřbitovní zdi kostela Panny Marie až k městské hradební zdi poblíž Moravské (Vodní) brány. Za zdí byly dvě ulice, v nichž se od pradávna usazovali kroměřížští židé. Moravcova ulice původně Velká Židovna (pojmenovaná podle Františka Moravce (1734–1814) historika a profesora kroměřížského piaristického gymnázia) tvořila spolu s dnešní Tylovou ulicí (pojmenována podle dramatika Josefa Kajetána Tyla, poslance říšského sněmu v Kroměříži v letech 1848-49) původně Malou Židovnou, později ulicí Svatomichalskou a částí ulice Farní židovské ghetto uvnitř hradeb oddělené od křesťanské části města separační zdí. V ghettu bývalo až 36 obytných domů, synagoga a obecní dům – radnice. Většina domů byla (v přestavbách) dochována. Dvanáct budov v Moravcově ulici je na seznamu kulturních památek. Separační zeď navazovala na roh emeritního domu s kaplí (nemovitá Kulturní památka České republiky s číslem 41883/7-6009) a jeho zahradní zeď a pokračovala až k literátské kapli sv. Michala. Ta stávala u kostela Panny Marie a její základy jsou pod terénem zachovány. Při kostele panny Marie byl od 16. století i křesťanský hřbitov, který byl zrušen v roce 1788.
Úplná segregace židovské obce byla završena v roce 1727 za kardinála Wolfganga Hannibala von Schrattenbach. Vchod do ghetta byl na noc uzavírán těžkým řetězem. Do města mohli cizí Židé vstupovat pouze Mlýnskou branou, kde za osobu museli zaplatit mýto 7 krejcarů. Umístění katovny přilehlé k separační zdi přímo v ghettu bylo dalším vnějším projevem zlovůle ze strany biskupa a jeho úřadů. Až v roce 1803 katovnu koupila židovská obec od magistrátu za 400 zlatých a postavila zde nový dům. Situace Židů se zlepšila až v roce 1848, kdy byli židé zrovnoprávněni s ostatním obyvatelstvem. Separační zdi se zachovala jen její část s osmi výklenky v dolní a horní řadě, v nichž bývaly barevné veduty s pohledy na Kroměříž.
V rámci celosezónního projektu KROMĚŘÍŽ 2016: V BARVÁCH, SVĚTLE, UMĚNÍ byly do horních výklenků instalovány linoryty kroměřížského výtvarníka Jiřího Klabala, které vytvořil na základě historických fotografií staré Kroměříže vybraných z fotoarchivu Muzea Kroměřížska.